# Ed Bullins
Edward Artie Bullins, noto come Ed Bullins e, più raramente, Kingsley B. Bass Jr (Filadelfia, 2 luglio 1935 – Roxbury, 13 novembre 2021), è stato un drammaturgo e scrittore statunitense.

## Biografia
Nato il 2 luglio 1935 a Filadelfia da Edward Bullins e Bertha Marie Queen, dopo aver abbandonato la scuola superiore, ha prestato servizio nella marina militare dal 1952 al 1955.
Dopo aver vinto un campionato di boxe, nel 1958 si è trasferito a Los Angeles dove ha preso il diploma e ha frequentato il Los Angeles City College prima di spostarsi nel 1964 a San Francisco e iscriversi a un corso di scrittura creativa.
Inizia quindi a scrivere e produrre le sue prime opere teatrali in piena adesione al Black Arts Movement di cui diviene negli anni una delle figure predominanti riconosciuta dalla critica con numerosi riconoscimenti.
Autore di più di 100 opere in oltre 50 anni di carriera, è morto per le complicazione della demenza a Roxbury il 13 novembre 2021 all'età di 86 anni.

## Opere (parziale)

### Teatro
- Dialect Determinism; or The Rally (1965)
- How Do You Do (1965)
- Goin' a Buffalo (1966)
- The Helper (1966)
- It Has No Choice (1966)
- A Minor Scene (1966)
- The Corner (1967)
- The Electronic Nigger (1967)
- The Man Who Dug Fish (1967)
- A Son, Come Home (1968)
- We Righteous Bombers (come Kingsley B. Bass Jr) (1968)
- In New England Winter (1969)
- Ya Gonna Let Me Take You Out Tonight, Baby? (1969)
- Death List (1970)
- The Duplex: A Black Love Fable in Four Movements (1970)
- The Pig Pen (1970)
- Malcolm: '71, or, Publishing Blackness (1971)
- Night of the Beast (1971)
- The Psychic Pretenders (A Black Magic Show) (1972)
- House Party, a Soul Happening (1973)
- I Am Lucy Terry (1975)
- The Taking of Miss Janie (1975)
- Home Boy (1976)
- The Mystery of Phyllis Wheatley (1976)
- DADDY! (1977)
- C'mon Back to Heavenly House (1978)
- Snickers (1985)
- Dr. Geechee and the Blood Junkies (1986)
- A Sunday Afternoon (1987)
- Salaam, Huey Newton, Salaam (1993)
- High John da Conqueror: The Musical (1993)
- Boy x Man (1997)
- King Aspelta: A Nubian Coronation (2000)

### Raccolte di racconti
- The Hungered One (1971)

### Romanzi
- The Reluctant Rapist (1973)

## Premi e riconoscimenti
Guggenheim Fellowship
- 1971 e 1976[8]

Obie Award
- 1971 per The Fabulous Miss Maria[9]
- 1975 per The Taking of Miss Janie[10]

New York Drama Critics' Circle Award
- 1975 nella categoria "Best American Play" per The Taking of Miss Janie[11]

Drama Desk Award
- 1968 per The Electronic Nigger and Clara's Ole Man[12]